# Amazoňan císařský
Amazoňan císařský (syn. amazoňan královský, Amazona imperialis) je druh ptáka z čeledi papouškovitých, z rodu amazoňan (Amazona). Je endemický pro Dominiku a dle IUCN mu přísluší status kriticky ohrožený (CR), je silně ohrožený vyhynutím. Nejvíce amazoňany císařské ohrožuje ztráta přirozeného životního prostředí, tedy především kácení lesů.

## Popis
Amazoňan císařský je středně velký druh ptáka, jehož délka těla činí asi 45 cm a váha okolo 900 g, u samic pouze 650 g. Má podsadité držení těla, velkou hlavu a zobák, který je na konci zakřivený tak, jako je tomu u dravců. Je u nich výrazný pohlavní dimorfismus. Peří na hlavě, s výjimkou toho na lících a kolem očí, je kaštanovo-fialové a černými konci. Na lících je peří hnědé a černými okraji. Duhovka je žlutá až oranžovo-červená. Břicho a hrudník jsou růžovo-fialové, zatím co peří na bocích a stehnech bývá zelené, podobně, jako na křídlech, avšak tam je barva olivově zelená a s černými okraji. Rozpětí křídel dospělých ptáků je asi 76 cm. Ocasní pera načervenalá, u samců měří celý ocas 169 mm, u samiček je to 166 mm. Zobák a nohy jsou šedé. Mladé jedince lze od dospělých rozpoznat díky duhovce, která je u mladých hnědá, a podle tváří, které jsou u nich celé zelené.

## Rozšíření

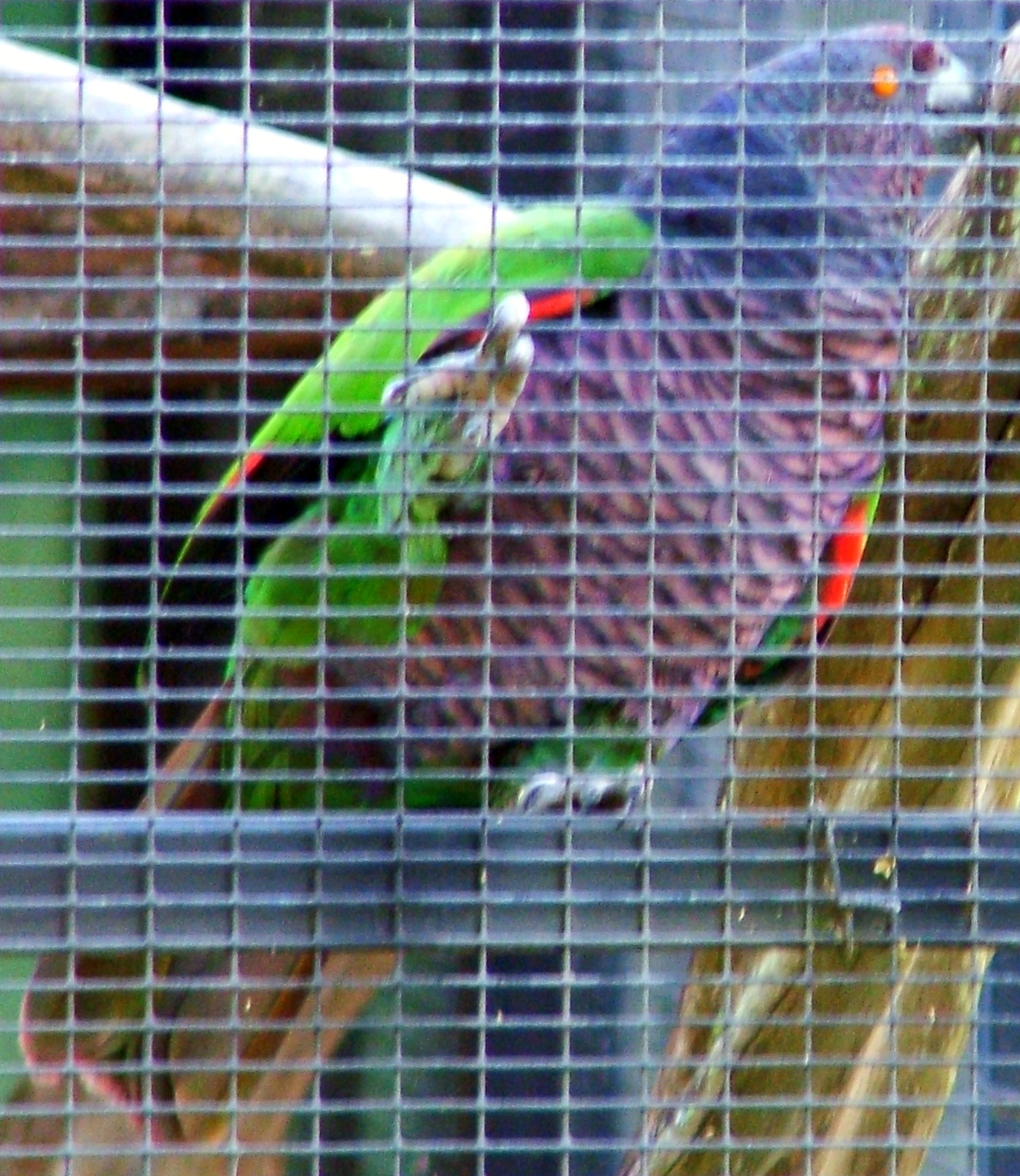
Amazoňan císařský v zajetí na Dominice

Amazoňan císařský je druh endemický pro ostrovní stát Dominika v Karibském moři v souostroví Malých Antil. Žijí v oblasti Morne Diablotins, konkrétně na severovýchodních a jihovýchodních svazích této oblasti. Zde žije podle odhadů mezi 100 až 175 jedinci. Okolo 50 až 75 kusů žije i v centrálních zalesněných oblastech. Malou populaci je možné nalézt také v národním parku Morne Trois Pitons, zde podle odhadů žije asi 50 jedinců. Suma sumárum se tedy amazoňan císařský vyskytuje po celém světě na 50 km²  a jeho populace se odhaduje na 160 až 240 dospělých jedinců.
Obvyklá nadmořská výška ve které tento druh můžeme najít je 600 až 1 300 m n. m., jen zřídka je k vidění v nižších oblastech a pokud ano, pak jedině v případě malé úrody ve vyšších polohách. Vyhledávají především deštné pralesy.

## Chování
Amazoňané císařští nepatří ke ptákům, kteří by se sdružovali s jinými druhy, avšak výjimečně je lze vidět ve společnosti amazoňanů dominikánských (Amazona arausiaca), kteří jsou endemičtí pro Dominikánskou republiku. Běžně se sdružují do skupinek po třech jedincích. Jak již bylo řečeno, obvykle se živí na vysokých stromech, avšak byli viděni i při krmení se na menších keřích a vinné révě v roce 1979 a 1980. Jejich peří se mezi listy v pralesích ztrácí, proto je poměrně těžké je rozpoznat a identifikovat. Většinou vydávají zvuky podobné pronikavému pískání.

## Potrava
Amazoňan císařská se živí ořechy, semeny, ovocem, květinami a klíčky. Zvláště mají tito ptáci rádi plody a semena stromů Tapura Antilla, Dacryodes Excelsa, Clusia venosa, Symphonia globulifera. Dále se také živí na palmách Euterpe Dominicana a Euterpe globosa. Další oblíbené plodiny jsou pro ně Pouteria Palladia, Richeria Grandis, Simarouba Amara, Licania ternatensis, Chimarrhis cymosa a Amanoa caribaea.

## Hnízdění
Období rozmnožování trvá od začátku záři do konce února. V jedné snůšce bývají dvě čistě bílá vejce a samotné hnízdo je stavěné do hloubky. Jediný pár amazoňanů císařských, kteří zahnízdili v zajetí, bylo možné pozorovat ve výzkumném středisku v Dominice. Vejce mají rozměry 44,4 x 35,5 mm a 44,2 x 34,9 mm. Samička inkubuje vejce po dobu 26 až 28 dnů, i když mláďata uvedeného páru se vylíhla již po třech týdnech. Šest dní po vylíhnutí již mláďata váží přes 100 g, v 18 dnech 152 g. Padesát dní od vylíhnutí jsou již mláďata plně opeřená na křídlech a hlavě. Za dalších šest týdnů už jsou opeřená úplně. 78 dne se první z mláďat odchovávané v zajetí pokusilo poprvé letět; jeho první let měřil 10 až 20 . Věk, kdy jsou amazoňan císařští pohlavní dospělí není znám.

## Symbolika
Papoušek je vyobrazen na hlavních symbolech Dominiky – vlajce a znaku.

Dominická vlajka Poměr stran: 1:2
Dominický znak